# He Is My Master
He Is My Master (jap. これが私の御主人様, Kore ga Watashi no Goshujin-sama, dt. „Der da ist mein Meister“) ist eine Manga-Serie geschrieben von Mattsū und gezeichnet von Asu Tsubaki. Sie erscheint in dem Magazin Monthly Shōnen Gangan und lässt sich somit der Shōnen-Gattung zuordnen.
Im Mittelpunkt der etchi- und gaglastigen Handlung steht der 17-jährige, lüsterne Yoshitaka Nakabayashi, der aufgrund des Todes seiner Eltern allein auf einem großen Anwesen lebt und die ebenfalls 17-jährige Izumi Sawatari und ihre 16-jährige Schwester Mitsuki Sawatari als Hausmädchen einstellt. In der japanischen Originalfassung waren die Hauptpersonen 14 bzw. 13 Jahre alt, statt 17 bzw. 16 Jahre.

## Handlung
Die Eltern von Yoshitaka Nakabayashi sind kürzlich bei einem Autounfall ums Leben gekommen und hinterlassen ihm ein Vermögen und das große Anwesen. Mit der Zeit entlässt er das gesamte Dienstpersonal und lebt fortan alleine. Als er sich entschließt wieder Hausmädchen einzustellen, rechnet er zunächst mit älteren Bewerbern als der gleichaltrigen Izumi Sawatari und ihrer etwas jüngeren Schwester Mitsuki Sawatari. Sie sind von zu Hause weggelaufen und suchen nun nach einer Bleibe und Anstellung für sich und ihr Krokodil Pochi. Yoshitaka kommen sie gelegen und er versteckt keineswegs seine Lüsternheit. So zwingt er sie beispielsweise, sehr aufreizende Hausmädchenuniformen zu tragen und ihn mit Meister anzusprechen. Izumi passt sein Verhalten überhaupt nicht und bringt dies auch ständig durch tätliche Anfeindungen ihm gegenüber zum Ausdruck. Im weiteren Verlauf stellt Yoshitaka noch die ebenfalls junge Anna Kurauchi ein, die sich ebenfalls an Izumi heranmacht.

## Anime
Die Animations-Studios Gainax und Shaft schufen auf Grundlage des Mangas eine Anime-Adaption, die aus zwölf Folgen besteht und im Sommer 2005 im japanischen Fernsehen zu sehen war. Regie führte dabei Shōji Saeki.
Die Serie wurde in Deutschland, Österreich, der Schweiz und Polen von Anime Virtual (heute Kazé) komplett auf 4 DVDs veröffentlicht. Am 30. März 2009 erfolgte eine Neuveröffentlichung als Gesamtausgabe.
Ab dem 1. September 2007 wurde die Serie auf Animax ausgestrahlt.
Mit Ausnahme von Episode 9 finden sich am Ende stets 5 Running Gags: im ersten sieht man Pochi, wie er im Wassergraben schwimmt, im 2. sieht man eine erschöpfte Izumi, im 3. Mitsuki die an ihrem Photoalbum mit von den Sicherheitskameras aufgenommenen schlüpfrigen Bildern von Izumi arbeitet, im 4. wie Yoshitaka an neuen Uniform-Entwürfen arbeitet und hysterisch lacht und im 5. werden die verbleibenden Schulden Izumis und wie viel sie an diesem Tag verdient hat angezeigt.
| Rolle                 | Japanischer Sprecher (Seiyū) | Deutscher Sprecher         |
| --------------------- | ---------------------------- | -------------------------- |
| Yoshitaka Nakabayashi | Junko Minagawa               | Constantin von Jascheroff  |
| Izumi Sawatari        | Masumi Asano                 | Rubina Kuraoka             |
| Mitsuki Sawatari      | Ai Shimizu                   | Juana-Maria von Jascheroff |
| Anna Kurauchi         | Kana Ueda                    | Diana Borgwardt            |
| Pochi                 | Kyōsei Tsukui                | Mario von Jascheroff       |
| Takami Sugita         | Ayako Kawasumi               | Cathlen Gawlich            |